# Kiev 90
Die Kiev 90 war eine analoge einäugige Spiegelreflexkamera Mittelformatkamera (Format 4,5 × 6 cm auf  Rollfilm 120) der Marke Kiev des ukrainischen Herstellers Zavod Arsenal, die von etwa 1982 bis etwa 1989 in kleiner Stückzahl gebaut wurde: 1983 wurden 5 Stück gebaut, 1985 40 Stück, 1988 wurden Teile für 200 Kameras produziert, aber nur 120 tatsächlich fertiggestellt, 1989 wurden dann noch einige weitere Exemplare aus den vorhandenen Teilen zusammengebaut – das ergibt eine Stückzahl von jedenfalls weniger als 245 Stück. Die Kiev 90 war vermutlich als ambitionierte Nachfolgerin der Kiev 88 gedacht, konnte jedoch wegen ihrer mangelhaften Kameraelektronik letztendlich vom Hersteller nicht auf den Markt gebracht werden (nur etwa jede 20. Kamera funktioniert auch heute noch).
Die Kamera (in Design und Größe der Zenza-Bronica ETR oder der Mamiya 645 ähnlich) verfügte über Wechselmagazine und hatte Wechselobjektive mit einem erweiterten P6-Bajonett, das eine mechanische Übertragung des eingestellten Blendenwertes ins Gehäuse bewirkt. Ein eingebauter Belichtungsmesser (TTL-Messung mittels eines halbdurchlässigen dichroitischen Hauptspiegels, eines dahinterliegenden strahlensammelnden Fresnel-Spiegels und einer Siliziumzelle im Kameraboden) steuert anhand der Helligkeitsinformation des Lichtmeßsystems, der vom Objektiv mechanisch/elektrisch (über einen variablen Widerstand im Gehäuse) eingegebenen Blendeninformation und der elektrisch vom Filmmagazin übertragenen Filmempfindlichkeit die Belichtung (in Form einer Zeitautomatik), wobei mit einer rot leuchtenden LED-Zeile links vom Sucherbild die aktuelle automatisch gebildete Belichtungszeit angezeigt wird. Bei manuellem Betrieb der Kamera dient diese LED-Zeile zur Anzeige sowohl der vom Belichtungsmesser vorgeschlagenen Zeit als auch zur gleichzeitigen Anzeige der tatsächlich manuell eingestellten Zeit (das bedeutet: bringt man durch Verstellen der Blende oder des Verschlussrades beide Leuchtanzeigen zur Deckung, stimmt die Belichtung). Die Bildung der Verschlusszeiten von 4 s bis 1/1000 s (und B) erfolgt elektronisch, es gibt aber auch eine rein mechanisch gebildete Zeit von 1/60. sec. (sie ist gleichzeitig die Synchronzeit für Blitzaufnahmen; die Umschaltung des Verschlusses von elektronisch auf mechanisch erfolgt mit einem kleinen Rändelrad unterhalb der Transportkurbel).
Die Wechselsucher (Lichtschachtsucher oder Fernrohrsucher) können ohne Abnehmen des Magazins getauscht werden. Die Mattscheibe ist ebenfalls leicht austauschbar, es gibt verschiedene Scheiben mit Schnittbildentfernungsmesser oder Mikroprismenfleck, aber auch eine einfache Vollmattscheibe mit Gitternetz (alle Mattscheiben sind aus Acryl und tragen die Verschlusszeitenziffern für die danebenliegende LED-Zeile). Die Filmkurbel kann gegen einen Schnellaufzugsgriff getauscht werden (der jenem der Bronica ETR ähnelt).
Als Objektiv fand ein mehrschichtvergütetes MC VOLNA-3  2,8/80mm Verwendung, ein sechslinsiger, fünfgliedriger Doppelgausstyp mit Springblende.
Insgesamt war die Kiev 90 eine (nicht nur für die damalige Kameraproduktion der Sowjetunion) sensationell fortschrittliche Kamera, die von der Konstruktion her durchaus mit der japanischen Konkurrenz vergleichbar war. Wegen ihrer mangelhaften Elektronik wurde sie jedoch schließlich nur in sehr geringen Stückzahlen erzeugt und ausgeliefert, obwohl alle zeitgenössischen Kataloge der sowjetischen Kameraindustrie die Kamera angekündigt hatten. Von einer als Nachfolger der Kiev 90 geplanten "Kiev 645" (äußerlich der Kiev 90 sehr ähnlich) wurden im Jahr 1990 zehn Prototypen gebaut, eine Serienproduktion fand jedoch nicht statt.